# Ethan Embry

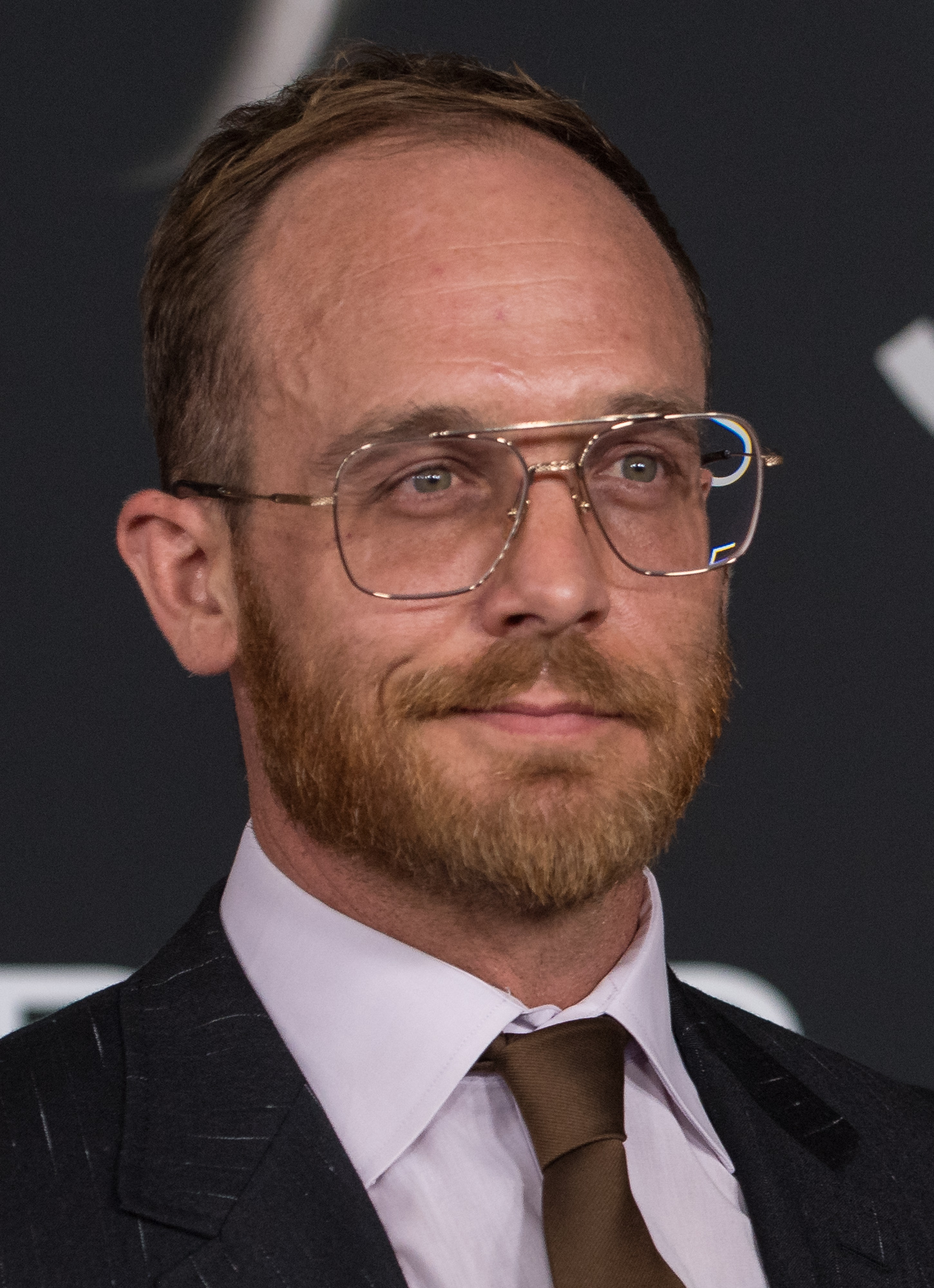
Ethan Embry bei einer Vorstellung von Aufbruch zum Mond im Oktober 2018

Ethan Embry (* 13. Juni 1978 in Huntington Beach, Kalifornien; eigentlich Ethan Philian Randall) ist ein US-amerikanischer Schauspieler. Sein Künstlername Embry ist der Nachname seines Großvaters.

## Leben
Ethan Embry trat bereits als Kind in Werbespots auf. Sein Filmdebüt gab er 1991 neben Meryl Streep in Rendezvous im Jenseits. Da er sich in seiner Jugend neben der Schauspielerei auch dem Turnen widmete und an Wettbewerben teilnahm, macht er die meisten seiner Filmstunts, wie zum Beispiel in White Squall – Reißende Strömung, selbst.
Von 2002 bis 2003 spielte er zusammen mit Ed O’Neill, mit dem er bereits 1991 in Der Giftzwerg zusammengearbeitet hatte, in der ersten Staffel der Fernsehserie Polizeibericht Los Angeles mit. Zu seinen bekanntesten Filmen zählen Die schrillen Vier in Las Vegas und Sweet Home Alabama – Liebe auf Umwegen.
Ethan Embry war von 1998 bis 2002 mit der Schauspielerin Amelinda Smith verheiratet, mit der er einen Sohn hat. Seit 2005 ist er mit der Schauspielerin Sunny Mabrey verheiratet.

## Filmografie (Auswahl)
- 1991: Rendezvous im Jenseits (Defending Your Life)
- 1991: Der Giftzwerg (Dutch)
- 1991: Mein Weihnachtswunsch (All I want for Christmas)
- 1993: Die Spur des Windes – Das letzte große Abenteuer (A Far Off Place)
- 1995: Mord ist ihr Hobby (Murder, She Wrote, Fernsehserie)
- 1995: Evolver
- 1995: Das Empire Team (Empire Records)
- 1996: White Squall – Reißende Strömung (White Squall)
- 1996: That Thing You Do!
- 1997: Die schrillen Vier in Las Vegas (Vegas Vacation)
- 1998: Wiege der Angst (Montana)
- 1998: Ich kann’s kaum erwarten! (Can’t Hardly Wait)
- 1998: Dich kriegen wir auch noch! (Disturbing Behavior)
- 2001: Stealing Time
- 2002: Sweet Home Alabama – Liebe auf Umwegen (Sweet Home Alabama)
- 2002: Polizeibericht Los Angeles (L. A. Dragnet, Fernsehserie)
- 2002: They – Sie Kommen (They)
- 2003: Timeline
- 2004: Celeste and The City
- 2005: Numbers – Die Logik des Verbrechens (Numb3rs, Fernsehserie)
- 2006–2008: Brotherhood (Fernsehserie, 20 Episoden)
- 2007: Motel (Vacancy)
- 2008: Eagle Eye – Außer Kontrolle (Eagle Eye)
- 2010: Dr. House (House, Fernsehserie)
- 2011: Die Hexen von Oz (The Witches of Oz, Miniserie)
- 2011: The Reunion
- 2012: Grey’s Anatomy (Fernsehserie)
- 2012: Imaginary Friend
- 2013: Once Upon a Time – Es war einmal … (Once Upon a Time, Fernsehserie)
- 2013: Cheap Thrills
- 2014: Hawaii Five-0, Folge 04x15
- 2015–2022: Grace and Frankie (Fernsehserie)
- 2015: Devil’s Candy
- 2015: The Walking Dead (Fernsehserie, Folge 6x01)
- 2015, 2017: Sneaky Pete (Fernsehserie)
- 2018: Aufbruch zum Mond (First Man)
- 2018: Blindspotting
- 2022: Chase (Last Seen Alive)
- 2023: Gotham Knights (Fernsehserie, 3 Episoden)